# Club Cerro Porteño
El Club Cerro Porteño es una entidad deportiva con sede en barrio Obrero de la capital de Paraguay, Asunción. Su principal actividad es el fútbol y actualmente compite en la Primera División de Paraguay, donde ha logrado conquistar un total de 34 títulos oficiales a lo largo de su historia. Fue fundado el 1 de octubre de 1912 bajo el nombre de Cerro Porteño Football Club.
Ejerce sus partidos como local en el Estadio General Pablo Rojas, más conocido con el sobrenombre de «La Olla» y otros como «La Olla Azulgrana», «La Olla Monumental», «La Capital del Sentimiento» o «La Nueva Olla», este último a partir de su reinauguración en 2017. Su nombre oficial se debe en honor al expresidente de Cerro Porteño, el general Pablo Rojas, quien dirigió al club durante 35 años, siendo además artífice del crecimiento edilicio de la institución y del fútbol paraguayo. Cabe destacar que fue sede de un partido de la Copa América 1999 y albergó la final única de la Copa Sudamericana 2019  y Copa Sudamericana 2024. El escenario deportivo es el más grande y moderno del Paraguay, con capacidad para 45 000 espectadores.
Disputa el Clásico del fútbol paraguayo ante el Club Olimpia, con quien genera uno de los más tradicionales y representativos clásicos de Sudamérica. Así también protagoniza el Clásico de Barrio Obrero frente a Nacional. Asimismo y debido a sus condiciones de equipos grandes, mantiene rivalidades con los clubes Libertad y Guaraní.
El club también participa en otras disciplinas deportivas como el futsal, fútbol playa, baloncesto, vóleibol, balonmano, hockey y atletismo.

## Historia

### Origen y fundación
En los alrededores de la localidad asuncena denominada Capilla San Juan, situada actualmente entre la Avenida Perú (antiguamente calle Salinares), Avenida España, calle San José y calle Río de Janeiro, existía un gran baldío habilitado como cancha de fútbol. En ese lugar, ya desde el año 1911, un grupo de treinta y un jóvenes, capitaneados por Antonio Vasconsellos, se reunían para practicar el fútbol. Entre estos jóvenes se hallaban el hijo del líder, Cándido Vasconsellos, además de Lisandro Riveros, Luciano Gómez Sánchez, Axel Smith, Sixto Estigarribia y Victoriano Estigarribia, quienes en el transcurso de 1911 y 1912 fueron entre muchos otros, los principales propiciadores de la idea de formar alguna vez un club de fútbol.
Cerca del mencionado predio, donde antes era un frondoso bosque que posteriormente fue convertido en un arenal donde jugaban los jóvenes del barrio, se situaba el domicilio de la familia Núñez, donde la dueña de casa, Susana Núñez, oficiaba de madrina común del brioso conjunto juvenil, la cual luego incitaria la fundación del club, siendo la primera mujer en fundar un club profesional en el Paraguay, dentro del cual se incluían sus cuatro hijos: Nicanor, Antonio, Pastor y Abelardo. Fue ahí, en ese hogar, que el 1 de octubre de 1912, un grupo de amigos, compañeros y apasionados por el mismo deporte, constituyeron una asociación de carácter deportivo al que denominaron Cerro Porteño Football Club.

#### Acta de fundación
«1 de octubre de 1912.
En la ciudad de Asunción, capital de la República del Paraguay, al primero de octubre de mil novecientos doce, reunidos los abajo firmantes en la casa de la señora Susana Núñez, situada en Capilla "San Juan" acordaron, previo cambio de pareceres, constituir una asociación a la que se le da el nombre de Cerro Porteño Football Club, cuya finalidad será la práctica del football. Leída y ratificada por los presentes, la firman en prueba de conformidad: Pedro David Villagra, Antonio Vasconcellos, Cándido Vasconcellos, Antonio Velásquez, Manuel Moline, Vicente Melgarejo, Nicanor Núñez, Antonio Núñez, Pastor Núñez, Abelardo Núñez, Susana Nuñez, Emilio Gómez, Liberato Ramírez, José Velano, Martín Carvallo, Brígido Recalde, Ciriaco Recalde, Ernesto Cáceres, José Mongelos, Liberato Ocampos, Wilfrido Duarte, Luciano Sánchez, Guido Maldonado, Cristóbal Sánchez, Juan Maldonado, Lucio Ayala, Pedro Benítez, Juan Pablo Riquelme, Emilio Gómez, Ismael Gómez, Germán Centurión, Patricio Aponte, y otros.»

### Primeros años (1912-1942)

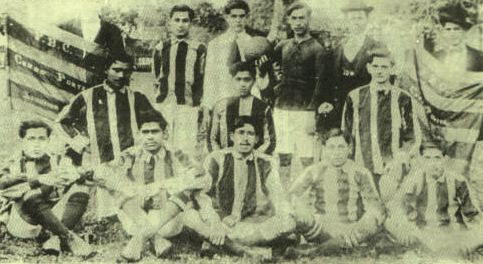
El equipo de 1913, campeón invicto de Primera División solo diez meses después de su fundación

En 1913, se organizó el Torneo Ingreso 1913 para la Primera División de Honor a dicha entidad (Liga Paraguaya de Football Association; hoy en día Asociación Paraguaya de Fútbol), con un sistema de eliminación directa. Lo conquista el Club Cerro Porteño, proveniente de la Liga Vencedor, adjudicándose de esta manera el derecho a formar parte, —desde ese año hasta hoy día—, de la Asociación Paraguaya de Fútbol (APF). En ese mismo año, se consagra también campeón invicto, ya en la Primera División, en su primera presentación y tan sólo diez meses después de su fundación.
A finales de 1914, surge una grave crisis interna dentro del club cuando el presidente decide incorporar al equipo a dos jugadores que no eran del agrado de los demás dirigentes y ante esta disposición de fuerza, la Comisión Directiva y los socios expectables oponen abierta resistencia. Ahí fue la llegada del padre Lorenzo Massa, fundador del club San Lorenzo, para colaborar a que el club pudiera levantarse y no se derrumbase. Así, se provoca un conflicto que va formando partidarios por cada parte y caldeándose tanto el ambiente deportivo como social. Como medida definitiva, Villagra plantea el dilema: O se acepta a sus candidatos o él renuncia. Naturalmente, divididos ya los asociados y enervados los ánimos, ocurre la última alternativa. De esta manera, Pedro David Villagra se aleja del club llevándose consigo no solo variada documentación y materiales sino también a numerosos jugadores y asociados.

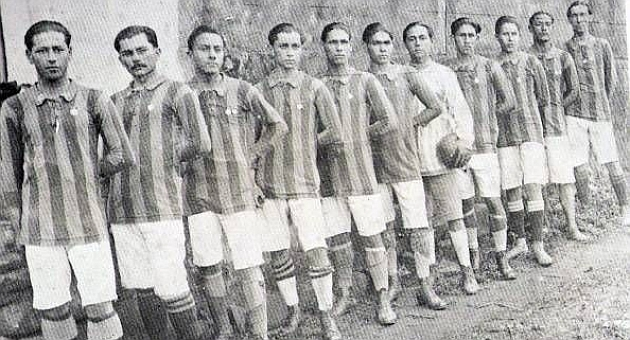
Cerro Porteño en 1913.

Los desertores prontamente fundaron un nuevo club, el «Ytororó» y desafiaron inmediatamente a una justa deportiva, a la que no se accedió debido a las dificultades internas y a la desintegración del plantel deportivo. En tales circunstancias la presidencia fue ejercida en forma interina durante seis meses por Juan Denis, en su carácter de vicepresidente de la Comisión Directiva, en 1914. Finalmente, a propuesta de Antonio Velázquez, Juan Denis, Eduardo Jara, Augusto Cabriza, Emilio Gómez, Ismael Gómez y otros, se presentan ante Roque J. Medina para pedirle que aceptase su postulación para presidente en la próxima asamblea. Y así, cumplido el acto asambleario, realizado a principios de 1915 en la casa de Darío Lima, situada en las calles José Berges y Asunción, surge a modo de líder indiscutible, Roque J. Medina, como nuevo presidente del club.

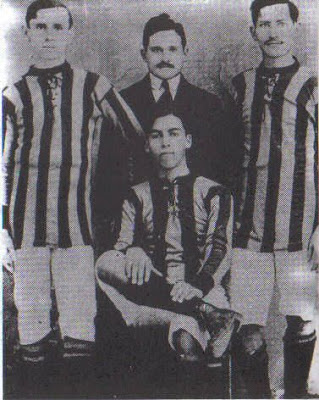
Jugadores de Cerro Porteño posando Junto al primer presidente del club, Pedro David Villagra.

El Campeonato de 1915, es conquistado en la primera final por un título oficial ante el Club Olimpia. A inicios de 1916, el socio protector Juan E. O'Leary, hace entrega a la Comisión Directiva de una copa, donada al club por el socio honorario Luis Alberto de Herrera, con motivo de la exitosa conquista del campeonato del año anterior.
En 1917, el club triunfa frente a un seleccionado nacional de scouting, ganando una medalla de oro. En junio de 1917, resulta vencedor de un torneo organizado por la Liga Paraguaya de Fútbol, el Trofeo Intendencia Municipal. En ese mismo año, concreta en forma exitosa, a través de sus dirigentes una mediación ante la Liga Paraguaya de Fútbol y la Liga Centenario de Fútbol (paralela a la primeramente mencionada, la oficial), para unificar las dos competiciones de fútbol entonces existentes.
Rogelio Livieres, presidente del Club Guaraní, otorga en 1918 unas medallas a los vencedores de un partido amistoso entre aurinegros y azulgranas. El encuentro, tras algunas interrupciones, concluye 4 a 2 a favor de Cerro Porteño. Seguidamente obtiene su primer bicampeonato, entre 1918 y 1919.
El 26 de enero de 1919, entran en vigencia sus primeros estatutos, a pesar de que recién el 14 de enero de 1924 son aprobados por el Poder Ejecutivo, entrando en rigor hasta 1956. Durante un torneo amistoso frente a Olimpia, en 1920 gana la Copa William Paats. A principios de 1920 y a beneficio del Club Estudiantes, disputa una Copa de Plata al River Plate, venciéndolo 4 a 2. Al año siguiente toma posesión de la Copa Comisión Festejos de San Juan.
En 1931, durante la masacre del 23 de octubre, fallece el capitán del primer conjunto de la entidad, Julio César Franco, que mediante una resolución, la Comisión Directiva denomina a perpetuidad con su nombre al equipo de la Primera División. Suspendidos los campeonatos desde 1932 por la guerra del Chaco, se concretan en esos años torneos benéficos, por lo que en 1933 obtiene la Copa Beneficio Sanidad Militar. El 18 de agosto de 1933, fallece el presidente en ejercicio, Adriano Irala, a lo que inmediatamente se resuelve rendirle homenajes póstumos entre los cuales se dispone que la bandera azulgrana sea izada a media asta los domingos y feriados en la nueva cancha por el término de seis meses y que la nueva sede sea denominada Estadio Dr. Adriano Irala.
Reanudadas las justas deportivas en 1935, logra el campeonato de ese año, denominado «Torneo de La Victoria», por ese motivo el equipo es denominado «Campeón de La Victoria». A mediados de 1935, se pone en marcha el trofeo denominado Copa Amistad, que fuera instituido por los presidentes Óscar Pinho Insfrán, de Cerro Porteño y Óscar S. Netto, del Club Olimpia. La misma fue disputada en tres encuentros, adjudicándosela finalmente el equipo azulgrana. El 14 de agosto de 1938 enfrenta a Atlético Talleres de Córdoba, en su gira por Paraguay, disputando la Copa Ministerio del Interior, donado al efecto por el ministro de la cartera, el resultado fue un amistoso empate 1 a 1.
El club consigue el tricampeonato en las temporadas de 1939, 1940 y 1941. Debido a la exitosa campaña del año 1939 y durante los festejos del triunfo, se observa por primera vez en el mundo deportivo paraguayo que la consagración de campeón de un equipo logra una destacada trascendencia y notable admiración por parte de los clubes Olimpia, Guaraní, Presidente Hayes y Sol de América, quienes –en leal y gentil gesto— hicieron entrega de un diploma de honor conmemorativo que lleva los colores y firmas de las citadas instituciones. Asimismo, el Club Cerro Porteño retribuyó estas atenciones obsequiando a todos los clubes de la Liga un Gallardete con la inscripción de los jugadores campeones.
A finales de 1940, participa de una serie internacional auspiciada por el Atlántida, con motivo de la visita de Club Atlético Platense de Buenos Aires. El cotejo frente al Club Atlético Platense, tiene lugar el 3 de octubre de 1940, correspondiendo el triunfo a Cerro Porteño, consiguiendo nuevamente así el Trofeo Intendencia Municipal.
Durante 1941, también se consiguen varios premios, el Trofeo Juan Esteban Vacca ganando al Club Sol de América, el Trofeo Torres Lugo al Club Presidente Hayes y se adjudica como primer ganador de la Copa Consejo Nacional de Cultura Física, máximo ente rector del deporte en Paraguay, que actualmente es la Secretaría Nacional de Deportes. Ese mismo año, en jornadas internacionales amistosas, alcanza la Copa Nuestra Señora de La Paz, otorgado por el intendente municipal de la ciudad de La Paz, Bolivia, al vencer al The Strongest por 3 a 2 y luego la Copa San Miguel de Tucumán, entregado por el Intendente Municipal de Tucumán, Argentina, al ganar 4 a 3 frente al Club Atlético San Martín de Tucumán.
En el campeonato de 1942, Cerro protesta contra Nacional, ante la Liga Paraguaya de Fútbol, debido a la situación irregular de Arsenio Erico, ya que en la misma temporada defendió dos clubes, el de Independiente de Buenos Aires y luego la de la Academia de Asunción, por lo cual, no conforme en una solución y como medida de última instancia, el conjunto azulgrana decide no presentarse en los partidos de la final, quedando oficialmente como vicecampeón. No obstante, institucionalmente se recuerda al plantel de tal año como «Finalistas 1942». La nota feliz de 1942, se da al ganar el Trofeo Juan Esteban Vacca, ante el Club Olimpia, por el marcador de 2 goles contra 1 y la Copa Serra, ganada al Club Sol de América, también por 2 a 1. El 1 de octubre de 1942, la Comisión Directiva descubre como homenaje un busto del doctor Adriano Irala, en la secretaría del club, como acto central del trigésimo aniversario de fundación.

### Éxitos azulgranas (1943-1969)
En el transcurso de 1943, el club realiza dos visitas al interior del país, actuando en Concepción y Villarrica; en ambas localidades no solamente ganó los partidos y valiosos trofeos, sino también el afecto y simpatía de numerosos ciudadanos. En 1944, vuelve a obtener el campeonato oficial, al año siguiente obtiene su primera Plaqueta Eugen Millington Drake. En 1948, juega ante el Club Almirante Brown en la ciudad de Argentina de Posadas, ganándolo por 2 a 0 y se adjudicó la Copa Almirante Brown. Seguidamente para las fiestas patrias argentinas del mes de mayo, se presenta en Formosa, accediendo a la invitación del Club Sportivo Patria, así el 23 de mayo de 1948 hace su participación frente al conjunto de Sportivo Patria, al que vence por 1-0 y trayendo para sí, la Copa Patria.
El 12 de marzo de 1949, alcanza la Copa Clausura, que se trataba de una competencia entre el campeón oficial y el subcampeón del año pasado. Se enfrentaron pues El Ciclón y Olimpia, correspondiendo la victoria a Cerro por 1-0. También adquirió la Copa Pascual Morassi, en un partido frente al Club 1 de Mayo de Pilar y finalmente, en el encuentro internacional con el Atlético Paranaense, conjunto de Brasil, traído por gestiones del Sol de América, se adjudica la Copa Embajada de Brasil, trofeo conferido por esa entidad.
El 19 de junio de 1949, vence 3 a 2 a Olimpia por la final de la Plaqueta Eugen Millington Drake. El 15 de diciembre del mismo año, en la inauguración de la instalación lumínica del club gana la Copa Presidencia de la República al vencer 2:0 al Olimpia.
Entre los meses de enero y febrero de 1950, tuvo lugar en las instalaciones del club, el torneo cuadrangular nocturno de fútbol, con la participación de Olimpia, Nacional, Libertad y el dueño de casa. Al término de los partidos programados, compartieron la primera colocación Cerro y Nacional, sin que se definiera al ganador. En este torneo estuvo en disputa la Copa Ministerio de Obras Públicas y Comunicaciones. El 8 de marzo, se disputó el partido por la Copa Clausura, frente a Guaraní, ganándolo por 3 a 2. También en ese año logra la Copa Presidencia de la República, de carácter internacional, auspiciado por el Sol de América, al vencer nuevamente al Club Atlético Platense por dos goles contra cero.
El 21 de mayo, se consagra campeón invicto de la Plaqueta Eugen Millington Drake. Posteriormente, el 15 de agosto, en un torneo relámpago, con la participación de todos los equipos de la Primera División, organizado por la Liga Paraguaya de Fútbol, obtiene la Copa Perú. Finalmente, el 12 de noviembre de 1950, Cerro Porteño obtiene su décimo campeonato.
Acaso como en ningún otro año, en la temporada de 1952 fue pródiga en jornadas internacionales de verdadera jerarquía, realizándose los siguientes partidos contra el Botafogo de Brasil, tal cotejo se disputó en el estadio del club, en horas de la noche y bajo una intensa lluvia. Lo que no fue obstáculo para que ambos cuadros ofrecieran una lucha vibrante y emotiva, tanto que no obstante la lluvia, el numeroso público asistente no se movió de las graderías, siguiendo hasta el último minuto del encuentro, en el que ganó el equipo azulgrana 4-3, conquistando de esta manera la Copa Ministerio de Educación y Cultura. Luego vence a Chacarita Juniors de Argentina, por tres a uno, logrando la Copa Ministerio de Industria y Comercio.
Por los festejos del cincuentenario del Club Olimpia, enfrenta al América de Brasil, ganándolo 5-2 y la Copa Armada Nacional; conquista el Trofeo Intendencia Municipal al vencer al Bolívar de Bolivia, por cuatro goles contra tres; obtuvo también el Trofeo Ready, al vencer al Club Always Ready, campeón invicto de Bolivia, al que derrotó por 3-2. Asimismo, obtuvo la Copa Consejo Nacional de Cultura Física al vencer al Sportivo Luqueño 4-3 y finalmente, alza el 24 de mayo de ese año la Copa Chevrolet, al vencer por 3-1 al Seleccionado de Corrientes.
A finales del mes de diciembre de 1951, por unanimidad, la comisión directiva del Círculo de Periodistas Deportivos del Paraguay (CPDP), volvió a adjudicarse por ese año el Premio «12 de diciembre» por las obras de progreso, instalación lumínica y graderías de cemento, introducidas en sus instalaciones. Este premio le fue entregado a la comisión directiva del club, a comienzos del año 1952, en una audición especial programada por la Radio Nacional del Paraguay.

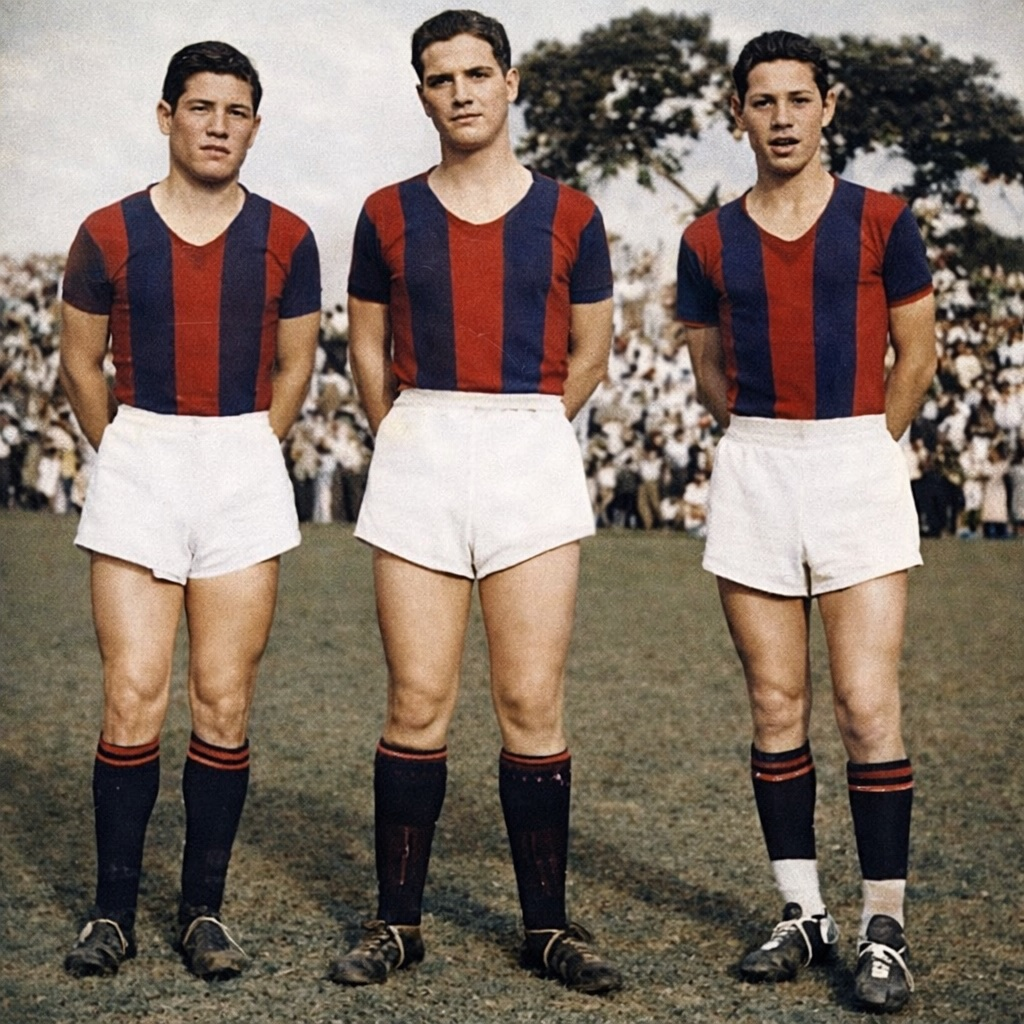
Retrato de Enrique (izq.), Darío (centro) y Ángel Jara Saguier en 1953.

En 1952, gana por voto popular el Trofeo El Golero, un concurso de popularidad organizado por el semanario deportivo El Golero En 1954, logra tres trofeos, el primero en forma invicta; la Copa Amistad, disputado frente al tradicional adversario, Olimpia, ganando el primer partido, realizado en su estadio el 30 de marzo por 1-0, con el tanto convertido por Enrique Jara Saguier. El partido de desquite se dio el 4 de abril, que empató 2-2 en el estadio del Club Olimpia, los goles de Cerro fueron anotados por Justo P. Insfrán y Jorge Oviedo. Luego el Trofeo CPDP, conferido por el Círculo de Periodistas Deportivos del Paraguay, al ganar el Torneo Rápido Sextangular, organizado por dicha entidad en el campo de juego de Nacional el día 8 de agosto de 1954. y también el campeonato oficial de ese año. Con la participación de Cerro, Olimpia, The Strongest de Bolivia y Sporting Tabaco del Perú, se llevó a cabo el Torneo Internacional de Asunción, que culminó con un empate en el primer puesto entre los equipos paraguayos, dicho evento fue realizado en febrero de 1955.
Para los actos de inauguración de la nueva pista de juego del club, en 1956, se enfrentó al Grêmio de Brasil, ganándolo por 3-0 y logrando la Copa Oficina Comercial de Brasil.
Desde 30 de octubre de 1956 hasta el 18 de abril de 1957, el club realiza una extensa gira por numerosos países de América del Sur, América Central y las Antillas. La comitiva cerrista estuvo compuesta de 24 personas, al haber: Pdte. de la delegación: Pedro Recalde de Vargas; Delegados: Avelino Román Vargas y Eusebio Abdo Benítez, Médico y Preparador Físico: D. Enrique Estanque, Director Técnico: Francisco Calonga, kinesiólogo: Armando Jesús Mieres y los siguientes jugadores: Honorio Casco y Santiago Franco (arqueros), Luis Gonzaga Torres, Alejandro Arce, Agustín Miranda, Luis Santos Silva y Juan Crisótomo Gonzáles (zagueros), Alvino Ricardo, Salvador Breglia, Ángel Jiménez, Evaristo Soria (volantes), Darío Jara Saguier, Joel Cabrera, Ángel Jara Saguier, Enrique Jara Saguier, Cayetano Ré, Genaro Benítez y Horacio Cáceres (delanteros). Entre quienes, Darío Jara Saguier fue designado capitán y Albino Ricardo, como subcapitán.
En resumen la gira duró 6 meses, cumpliéndose un total de 41 partidos, de los que ganó 27, empató 9 y perdió 5. Se obtuvo un total de 113 goles a favor y 61 goles en contra. Los goleadores del equipo fueron: Cayetano Ré (28 goles), Joel Cabrera 21, Genaro Benítez 14, Ángel Jara 11, Horacio Cáceres 5, Salvador Braglia3, Ángel Jiménez 2, y Santos Silva, Albino Ricardo y Evaristo Soria con un gol cada uno.
En el contexto de esa gira, en enero de 1957 participa en Guatemala de un Torneo Cuadrangular Internacional, del cual también compitieron, Racing, de Argentina, la selección A y la selección B de Guatemala. El cuadrangular se inició el 17 de enero de 1957 con un triunfo del Ciclón frente a la selección A por 1-0, anotado por Enrique Jara Saguier. El segundo encuentro se registró en la noche del 20 de enero, frente a la selección B, ganado esta vez por 3-0, siendo los tantos anotados en dos oportunidades por Cayetano Ré y por Joel Cabrera.
Finalmente Racing que también había ganado sus dos compromisos anteriores fue el otro finalista del torneo. La final tuvo lugar en la noche del 23 de enero, ante un público que llenó totalmente las instalaciones del estadio de fútbol de la Ciudad de Guatemala, el resultado fue un empate de uno a uno.
Bajo la dirección técnica del italiano Vessilio Bártoli y la destacada asistencia de Luis Benítez Chilavert como preparador físico se logra el campeonato de 1961. Asimismo, en ese año, la Embajada de España instituye la Copa Embajada de España al campeón de Primera División. Dos años después, en 1963, vuelve a ganar el campeonato. y se impone como primer ganador de la Copa Ciudad de Asunción. En 1964, logró ser el primer ganador de la Copa de la República, este trofeo fue instituido para ser disputado anualmente por el campeón del Campeonato Nacional de Interligas, torneo que organiza cada dos años la Unión del Fútbol del Interior y por el campeón de Primera División. El conjunto azulgrana lo ganó al derrotar a la selección de la Liga Ovetense de Fútbol, de la ciudad de Coronel Oviedo. También en ese año, por segunda vez logra la Copa Ciudad de Asunción. Durante el mes de mayo de 1964, obtiene invicto el Cuadrangular Internacional de Asunción, organizado por el Club Guaraní, del cual también participaron Racing de Buenos Aires y Vasco de Gama de Río de Janeiro. En 1965, vuelve a ganar la Copa de la República, esta vez se enfrentaron Cerro, en su carácter de primer campeón y Guaraní por su condición de campeón oficial de 1964. En el primer partido venció Guaraní 2 a 0 y el segundo Cerro por la goleada de 7 a 2, se disputó entonces un encuentro de desempate realizado el 23 de mayo de 1965. en cancha de Olimpia, ganándolo nuevamente Cerro Porteño, por 3-1 con dos goles de C. Mora y uno de J. C. Rojas; el tanto de Guaraní lo logró I. Quiñónez, y por tercera vez consecutiva logra la Copa Ciudad de Asunción de 1965, al obtener tres victorias, un empate y perder en un solo encuentro. Al año siguiente, 1966, logra otro título oficial.

### Tricampeonato y década de éxitos (1970-1999)
Durante la década de 1970, logra el campeonato de 1970, un tricampeonato en 1972, 1973 y 1974, relegando como subcampeón a su eterno rival, alcanza de nuevo la Copa de la República en 1972,
una destacada actuación en la Libertadores de esos años y nuevamente otro campeonato en 1977, en esa misma temporada consigue el Pódium de la segunda edición del Campeonato Nacional de Clubes, un evento realizado por la LPF a fin de integrar de todos clubes el país; venciendo en la gran final al Club Libertad.
En 1979, la selección paraguaya logra su segunda Copa América, de la misma participaron 8 jugadores de la entidad: Roberto Fernández (arquero), Cristín Cibils, Gerónimo Ovelar (defensores), Aldo Florentín -Capitán, partícipe de los 9 partidos del torneo-, Juvencio Osorio, Mariano Catalino Pesoa (mediocampistas), Adalberto Escobar, Roberto Cabañas (delanteros) y otros tantos formados en el club. Culminando así una gran década en la cual se atiborraba de seguidores, accedía al podio y hasta se editó un periódico, «El Ciclón», que llegó a lanzar 40.000 ejemplares semanales, logrando de esta manera ser recordado hasta hoy en día, por aquella exitosa época, con la frase de «El Ciclón 70 Arrasa».
Pasarían luego 10 años, para volver a alcanzar otro campeonato en 1987. La década de los años 1990 fue muy exitosa, llegando al primer puesto en 1990, 1992, y 1994 conocido como el Gran Torneo Nacional, el cual contó con la mayor participación de todos los tiempos, totalizando 20 equipos, incluidos varios del interior. En 1991 logra el Torneo República, venciendo en la final a Luqueño y nuevamente en 1995 frente a Club Libertad, en 1996 el Torneo Clausura, el Campeonato Absoluto y otro título Internacional esta vez en España, el Trofeo Ciudad de Albacete, en 1997 el Torneo Apertura y en ese mismo año obtiene la Copa de Oro, un torneo nacional que buscó fomentar la integración del fútbol paraguayo. El mismo fue organizado por Osvaldo Domínguez Dibb, incluso sin el apoyo de Óscar Harrison, entonces presidente de la APF, el Torneo Clausura 1998 y el Clausura de 1999.

### Década del 2000
Cerro Porteño inició el siglo XXI coronándose campeón en 2001 bajo la dirección técnica de Mario Jacquet, con Francisco Ferreira y Edgar Báez como figuras destacadas.
El éxito se repitió en la temporada 2004 y 2005, primero con Gerardo Martino y luego con Gustavo Costas al mando, consolidando al equipo en la cima del fútbol paraguayo. Este período vio la aparición de talentos de la cantera como Diego Barreto, Carlos Báez, Walter Fretes, Julio dos Santos, José Domingo Salcedo, Santiago Salcedo y Jorge Achucarro, junto con el argentino Mario Grana, quien se ganó el cariño de la hinchada por su entrega y temperamento en la cancha.
Desde 2008, la Asociación Paraguaya de Fútbol (APF) otorgó a cada torneo corto (Apertura y Clausura) el valor de un campeonato paraguayo.
En 2009, Cerro Porteño ganó el Torneo Apertura bajo la dirección técnica de Pedro Troglio, con Jorge Brítez destacando como mediocampista y capitán. A mediados de año, el club repatrió a jugadores como Julio Dos Santos y Diego Barreto, y contrató a Iván González Ferreira, Carlos Recalde, Jorge Núñez y Roberto Nanni. Cerro llegó a semifinales de la Copa Sudamericana ese año y terminó con Juan José Zapag asumiendo la presidencia.

### Década del 2010
En 2010, Cerro Porteño fue vicecampeón en ambos torneos locales, destacándose Pablo Zeballos, como su delantero más letal. Internacionalmente, fue eliminado en la fase de grupos de la Copa Libertadores y en la segunda fase de la Copa Sudamericana. Se consolidaron jóvenes como Iván Piris e Iván Torres y se retiró César Ramírez, uno de los últimos ídolos del club.
En 2011, Cerro tuvo un desempeño irregular a nivel local, terminando séptimo en el Torneo Apertura y segundo en el Clausura, pero alcanzó las semifinales de la Copa Libertadores, siendo eliminado por Santos FC, el eventual campeón.
El año del centenario, 2012, fue celebrado con la obtención del Torneo Apertura, derrotando a Olimpia en la última fecha bajo la dirección de Jorge Fossati. Se destacaron Jonathan Fabbro, Fidencio Oviedo, Édgar Benítez, Julio Dos Santos y Santiago Salcedo.
En 2013, Cerro Porteño tuvo un mal desempeño internacional, quedando eliminado en la fase de grupos de la Copa Libertadores y en primera ronda de la Copa Sudamericana. Sin embargo, ganó el Torneo Clausura bajo la dirección técnica de Francisco Arce, a pesar de una crisis económica que llevó a la promoción de jóvenes talentos como Junior Alonso, Danilo Ortiz, y los gemelos Óscar y Ángel Romero. Cerro obtuvo su trigésimo título, el segundo invicto, y estableció un récord de 27 partidos sin derrotas en el torneo local.
En 2014, aunque no ganó ningún torneo, se destacaron como goleadores Daniel Güiza y Julio Dos Santos. Los hermanos Romero fueron transferidos a Corinthians y Racing Club, respectivamente.
En 2015, Cerro ganó el Torneo Apertura bajo la dirección interina de Roberto Torres «Tiburón», quien fue confirmado en el cargo por sus buenos resultados. En 2016, alcanzó las semifinales de la Copa Sudamericana con destacadas actuaciones de Cecilio Domínguez, Marcos Riveros y Rodrigo Rojas.
En 2017, Cerro ganó el Torneo Clausura, el cuarto bajo la presidencia de Juan José Zapag, con Leonel Álvarez como técnico y destacadas actuaciones de Diego Churín, Alfio Oviedo, Óscar Ruiz y Rodrigo Rojas.
En 2018, Cerro ganó los títulos el Torneo Apertura y el Torneo Clausura, si bien, este acabó la campaña como subcampeón del torneo, se destapó un escándalo de corrupción que dio como principal responsable al expresidente del Club Olimpia, Marco Trovato, logrando así que el equipo azulgrana, sea beneficiado con los títulos correspondientes, incluyendo los de la campaña del 2019, permitiendo así aumentar la cifra de títulos del popular equipo.

### Década del 2020
En 2020, Francisco Arce regresó como entrenador. Tras una pausa debido al confinamiento por la pandemia de COVID-19, Cerro tuvo una excelente campaña y ganó el Torneo Apertura.
En 2021, el club se coronó campeón del Torneo Clausura de manera épica, empatando en la última fecha frente a Guaraní. Este fue el título número 34 del club y el tercero de Arce, quien se convirtió en el técnico más ganador en la historia de Cerro Porteño.

## Nombre y apodos
El nombre del club se origina en una eminencia topológica conocida como Cerro Porteño, previamente denominada Cerro Mba'e o Rombado, ubicada en la ciudad de Paraguarí, en el Departamento de Paraguarí. El cambio de nombre a Cerro Porteño se efectuó el 19 de enero de 1811, en conmemoración a la batalla de Cerro Porteño, un enfrentamiento entre una expedición militar liderada por el general Belgrano y el Ejército Paraguayo. Esta disputa surgió a raíz del rechazo de la Provincia del Paraguay a reconocer a la Junta Gubernativa de Buenos Aires como la máxima autoridad.
Se presume que el término "Porteño" fue añadido al nombre del cerro debido a que Manuel Belgrano y la mayoría de sus soldados eran oriundos de la ciudad de Buenos Aires.
Fue así como en homenaje a la primera victoria del Ejército Paraguayo, los fundadores tomaron ese nombre y lo instituyeron al club. La moción y el mocionante del mismo, no se han registrado en la historia, simplemente emergió del seno de sus constituyentes por unánime concierto y clamorosa aceptación. Probablemente también por fruto de la reminiscencia y reencarnación del extinto primer Club Cerro Porteño de Paraguarí, fundado por hombres de tierra adentro; base del pueblo campesino y corazón latiente del proletariado en los albores de 1909.
El 22 de enero de 1939, una comitiva de unas 600 personas representando al Club Cerro Porteño, liderada por Maidana, Armas y Morassi, partió desde la Estación Central del Ferrocarril de Asunción hacia el collado en honor a los combatientes de la Batalla de Cerro Porteño. En este solemne acto, colocaron una placa de mármol con la siguiente inscripción: 

Club Cerro Porteño a los Precursores de la Independencia – 1811 – 19 de enero- 1939

### Ciclón de Barrio Obrero
Al finalizar el Campeonato Paraguayo 1918, se produjo un empate en puntos entre Cerro Porteño y el Club Nacional, lo que requirió la disputa de una finalísima. El primer encuentro concluyó con un empate 2-2, el segundo con un marcador de 1-1, y el tercer partido, que era el definitorio, encontró a Cerro Porteño en desventaja por 2-0 a tan solo 7 minutos del final. Sin embargo, en un giro, Cerro Porteño logró anotar un gol a los 40 minutos, seguido de tres goles más en rápida sucesión, lo que les permitió ganar el partido por 4-2. Desde entonces, el equipo se ganó el apodo de "Ciclón de Barrio Obrero", y más tarde, la expresión victoria "a lo Ciclón" se popularizó debido a la curiosa característica del club para revertir desventajas y lograr victorias memorables constantemente a lo largo de su historia.

### El Club del Pueblo
Debido a su gran aceptación popular y su origen humilde, otros clubes, en un intento de insulto debido al clasismo de la época, le dieron el apodo de "Club del Pueblo". Sin embargo, los dirigentes del club en lugar de rechazarlo, lo adoptaron con orgullo y lo transformaron en parte de su identidad. Así, Cerro Porteño se convirtió en el "Club del Pueblo", proclamando su compromiso con la igualdad y la fraternidad, y considerando este nombre como un legítimo motivo de orgullo. Esta decisión fue anunciada en un comunicado a la opinión pública en el año 1920, bajo la presidencia de Adriano Irala.
A finales de la década de 1930, una alegre polka paraguaya compuesta por el maestro Herminio Giménez hizo su entrada en los escenarios nacionales con una de sus estrofas que mencionaba: "Cerro Porteño, el club del pueblo...".

### La Mitad + 1
La amplia cantidad de seguidores del club en todo Paraguay quedó confirmada en 1952 cuando ganó el Trofeo El Golero por votación popular. Este concurso de popularidad fue organizado por el semanario deportivo El Golero.

## Colores representativos
.Los colores que identifican al club Cerro Porteño son el rojo y el azul. Su fundación, en 1912, ocurrió durante el período de la Hegemonía Liberal en Paraguay, una época marcada por revoluciones y una constante inestabilidad política, en la que el Partido Liberal gobernaba mientras el Partido Colorado luchaba por el poder. En la casa de la familia Núñez, donde nació el club, convivían personas de diferentes filiaciones políticas, demostrando que era posible la armonía incluso en tiempos de adversidad. Inspirada por este espíritu de unidad, Susana Núñez decidió que el club sería un refugio de paz y concordia. Para simbolizar este ideal, confeccionó una bandera que combinaba los colores rojo y azul, representando la idea de que los paraguayos, independientemente de sus diferencias políticas, pueden lograr grandes cosas cuando permanecen unidos.

## Indumentaria

#### Titular
| 2006 | 2007 | 2008 | 2009 |

| 2009-10 | 2010-11 | 2012 | 2013 |

| 2014-15 | 2015 | 2016 | 2017 |

| 2018 | 2019 | 2020 | 2021 |

| 2022 | 2023 | 2024 |

#### Alternativo
| 2006 | 2007 | 2008 | 2009 |

| 2009-10 | 2010-11 | 2012 | 2013 |

| 2014-15 | 2015 | 2016 | 2017 |

| 2018 | 2019 | 2020 | 2021 |

| 2022 | 2023 | 2024 |

#### Tercero y Copa
| 2006 | 2009-10 | 2009-10 (Copa) | 2012 |

| 2013 | 2014-15 | 2014-15 (Copa) | 2022 |

| 2023 |

### Patrocinadores e indumentaria
| Período       | Logo | Proveedor |
| ------------- | ---- | --------- |
| 1984          | -    | Rianco    |
| 1985-1986     | -    | Veco      |
| 1987          | -    | Meyba     |
| 1988          |      | Uhlsport  |
| 1989          |      | Reusch    |
| 1990-1992     |      | Penalti   |
| 1993-2000     |      | Puma      |
| 2001-2003     |      | Topper    |
| 2004-2005     |      | Dalponte  |
| 2006-2011     |      | Kappa     |
| 2012-2014     |      | Diadora   |
| 2015-2019     |      | Nike      |
| 2020-presente |      | Puma      |

| Período       | Logo | Patrocinador                |
| ------------- | ---- | --------------------------- |
| 1987          |      | Toyota                      |
| 1988-1989     | -    | Central de Aduanas Matiauda |
| 1991-1992     | -    | Jabones Inca                |
| 1993          | -    | Clayton                     |
| 1994-1998     |      | Renner                      |
| 1999-2000     | -    | Lux                         |
| 2001-2005     |      | Nescau                      |
| 2005-2012     |      | Personal                    |
| 2013-presente |      | Tigo                        |

## Escudo
|  |

A lo largo de su centenaria historia, Cerro Porteño ha tenido cuatro escudos, aunque no presentaron cambios significativos. El primero consistía en las iniciales «CCP» en un color blanco, dispuestas en un contorno circular. Este escudo se utilizó hasta finales de la década de los 80. Luego, se adoptó el contorno que perdura hasta hoy. En su interior, se encuentra el escudo original rodeado por franjas verticales regulares en rojo y azul, con cinco franjas azules y cuatro franjas rojas. Las iniciales dentro del escudo son de color rojo. En la década de 2000, realizó modificaciones al escudo. Las franjas se volvieron irregulares, manteniendo igual cantidad de franjas rojas y azules, y se añadió un borde con los colores rojo, blanco y azul intercalados. El penúltimo escudo fue diseñado por la marca Diadora. En este, las iniciales dentro del contorno eran azules y estaban rodeadas por tres franjas azules verticales regulares en un fondo rojo, con el borde del escudo en azul. Los colores de este escudo eran más oscuros, reflejando la paleta de colores histórica del club. Finalmente, Cerro Porteño firmó con la marca Nike a partir del Torneo Apertura 2015, utilizando nuevamente el icónico escudo azulgrana del Ciclón.

## Polka «Cerro Porteño»
El tradicional cántico fue compuesto en música y letra, entre los meses de julio a septiembre de 1936, por el maestro compositor y socio del club, Herminio Giménez, en la residencia de su tía, Benicia Giménez, ubicada en la calle Gral. Díaz N.º 523 de Asunción. Su estreno se realizó en el Teatro Municipal de Asunción, el 2 de febrero de 1937 durante un festival artístico organizado por la comisión de graderías del club. La misma fue presentada con una orquesta de 80 músicos y un coro mixto de 25 voces, que tuvo que repetirla 7 veces; esa misma noche a pedido del público.[cita requerida]

## Parque Azulgrana
Es un centro deportivo de alto rendimiento de los planteles de fútbol, el cual, recientemente se realizó la compra de 3 hectáreas más, totalizando en total 19 hectáreas ubicado en la ciudad de Ypané.

## Cronología de presidentes
| Presidente               | Período   |
| ------------------------ | --------- |
| Pedro David Villagra     | 1912-1914 |
| Roque Jacinto Medina     | 1915-1917 |
| Diógenes R. Ortúzar      | 1918-1919 |
| Adriano Irala            | 1920-1922 |
| Juan Manuel Álvarez      | 1923-1924 |
| Jerónimo Riart           | 1924-1925 |
| Adriano Irala            | 1925-1933 |
| Luis Laterza             | 1933-1934 |
| Gerardo Buongermini      | 1935-1936 |
| Dionisio González Torres | 1936      |
| Ramón Prieto             | 1936-1938 |
| Miguel Oliveira y Silva  | 1939      |
| Gerardo Buongermini      | 1939-1940 |
| Julio Cálcena            | 1940      |
| Domingo Montanaro        | 1940-1941 |
| Miguel Oliveira y Silva  | 1941      |
| Mayor Alejandro Sienra   | 1941      |

| Presidente          | Período   |
| ------------------- | --------- |
| Manuel Riveros      | 1941      |
| Ramón Prieto        | 1941-1942 |
| Nicolás Ángulo      | 1942-1943 |
| Óscar Pinho Insfrán | 1944-1945 |
| José Muñoz Chávez   | 1945      |
| Óscar Pinho Insfrán | 1946      |
| Ramón E. Martino    | 1947      |
| Abelardo Codas      | 1947-1948 |
| Wenceslao Benítez   | 1948-1949 |
| Alejandro Salinas   | 1949-1950 |
| Luis Camperchioli   | 1951-1952 |
| Antonio Castagnino  | 1953-1954 |
| Juan Manuel Torres  | 1954-1955 |
| Óscar Pinho Insfrán | 1955-1956 |
| Medardo Castagnino  | 1957-1958 |
| Pablo Rojas (*)     | 1959-1971 |
| Blás N. Riquelme    | 1971-1972 |

| Presidente                | Período   |
| ------------------------- | --------- |
| Gerónimo Ángulo Gastón    | 1972-1974 |
| Abraham Zapag (†)         | 1974-1982 |
| Juan H. Pettengill        | 1982-1984 |
| Magno Ferreira Falcón (†) | 1984-1988 |
| Tomás Giménez Villalba    | 1988-1989 |
| Juan Ángel Napout         | 1989-1990 |
| Magno Ferreira Falcón (†) | 1991-1992 |
| Raúl A. Doutreleau        | 1992-1994 |
| Pedro Aguilera            | 1994-1995 |
| Luis Domingo Lezcano      | 1995-2000 |
| César Luis Puente         | 2000-2003 |
| Luis Pettengill           | 2003-2009 |
| Juan José Zapag           | 2009-2018 |
| Raúl Zapag                | 2019-2022 |
| Juan José Zapag           | 2022-act. |

Nota: (*) La Asamblea Extraordinaria del Club Cerro Porteño del 29 de diciembre de 1971 designó al general Pablo Rojas como presidente honorario.

## Comisión directiva 2022-presente
- Presidente: Juan José Zapag.
- Vicepresidente de Administración y Finanzas: Juan Carlos Pettengill.
- Vicepresidente Social, Cultural y Deportes Amateurs: Martín Pereira.
- Vicepresidente de Asuntos Jurídicos y Relacionamiento Externo: Víctor Agüero.
- Vicepresidente de Divisiones Formativas: Ariel Martínez.
- Miembros Titulares: Miguel Carrizosa, Enrique Berni, Víctor Ibarrola, Diana Aquino, Guido Báez, Miguel Duarte, Luis Giménez.
- Miembros Suplentes: Janiv Siemens, Rodrigo Ovelar, Camilo Guanes, Enrique Biedermann.
- Síndicos Titulares: César Martínez, Javier Parquet.
- Síndicos Suplentes: Nelly Rodas, Bernardo Sánchez.

Fuente: Página Oficial del Club Cerro Porteño

## Datos del club
- Temporadas en Primera División: 107

Ediciones del torneo disputadas: 121
- Campeonatos: 38
- Subcampeonatos: 35
- Dirección: Avda. Francisco Acuña de Figueroa (5.ª Proyectada); N.º 823
- Teléfono: +(595 21) 370090
- Fax: (595 21) 370654
- E-mail: cerro@cerro.com.py
- Twitter: https://twitter.com/CCP1912oficial
- Facebook: https://www.facebook.com/ccpoficial/
- Instagram: https://www.instagram.com/ccp1912oficial/?hl=es-la
- Youtube: https://www.youtube.com/user/ccpoficial
- Personería jurídica: N.º 17.201 del 14 de enero de 1924 (101 años)

## Participaciones internacionales
| Torneo                            | Año |
| --------------------------------- | --- |
| Copa Libertadores de América (46) | 1962, 1964, 1967, 1969, 1971, 1972, 1973, 1974, 1975, 1978, 1980, 1981, 1985, 1988, 1990, 1991, 1992, 1993, 1994, 1995, 1996, 1997, 1998, 1999, 2000, 2001, 2002, 2003, 2005, 2006, 2007, 2008, 2010, 2011, 2013, 2014, 2015, 2016, 2018, 2019, 2020, 2021, 2022, 2023, 2024 y 2025. |
| Copa Sudamericana (12)            | 2002, 2004, 2005, 2006, 2009, 2010, 2012, 2013, 2014, 2016, 2017 y 2024. |
| Copa Mercosur (4)                 | 1998, 1999, 2000 y 2001. |

### Estadísticas por competición
| Torneo                       | ED | PJ  | PG  | PE  | PP  | GF  | GC  | Dif. | Pts. |
| ---------------------------- | -- | --- | --- | --- | --- | --- | --- | ---- | ---- |
| Copa Libertadores de América | 46 | 345 | 128 | 96  | 121 | 436 | 449 | -13  | 432  |
| Copa Sudamericana            | 12 | 62  | 25  | 16  | 21  | 89  | 69  | 20   | 90   |
| Copa Mercosur                | 4  | 26  | 6   | 6   | 14  | 42  | 58  | -16  | 24   |
| Total                        | 62 | 433 | 159 | 118 | 156 | 567 | 576 | -9   | 546  |

## Jugadores

### Plantilla 2025
- Los clubes paraguayos están limitados por la APF a tener durante el partido de primera división un máximo de cuatro futbolistas extranjeros.

### Récords
| Goleador          | Goleador | Presencias       | Presencias   |
| ----------------- | -------- | ---------------- | ------------ |
| Virgilio Ferreira | 96 goles | Julio dos Santos | 382 partidos |

- Jugador con más partidos disputados en todas las competiciones:  Julio Dos Santos (382).
- Jugador con más partidos disputados en torneos locales:  Julio Dos Santos (301).
- Jugador con más partidos disputados en torneos internacionales:  Julio Dos Santos (81).
- Máximo goleador del club en todas las competiciones:  Virgilio Ferreira (96).
- Máximo goleador del club en torneos locales:  Virgilio Ferreira (73).
- Máximo goleador del club en torneos internacionales:  Virgilio Ferreira (23).
- Máximo goleador extranjero en todas las competiciones:  Diego Churín (71).[115]
- Más goles convertidos en el Estadio General Pablo Rojas:  Diego Churín (40).

## Entrenadores de Cerro Porteño
Lista de entrenadores desde el año 2000.
- Saturnino Arrúa (enero 2000-mayo 2000)
- Luis Cubilla (mayo 2000-julio 2001)
- Mario César Jacquet (marzo 2001-diciembre 2002)
- Carlos Báez (2003)
- Gerardo Martino (julio 2003-diciembre 2004)
- Gustavo Costas (enero 2005-abril 2007)
- Estanislao Struway (interino 2007)
- Valdir Espinosa (abril 2007 – julio 2007)
- Javier Torrente (julio 2007-abril 2008)
- Osvaldo Ardiles (mayo 2008-agosto 2008)
- Pedro Troglio (agosto 2008-mayo 2010)
- Javier Torrente (junio 2010-febrero 2011)
- Blas Cristaldo (febrero-marzo 2011)
- Leonardo Astrada (marzo 2011-septiembre 2011)
- Mario Grana (septiembre 2011-abril 2012)
- Hugo Caballero (abril 2012-mayo 2012)
- Jorge Fossati (mayo 2012-febrero 2013)
- Roberto Torres (febrero 2013-marzo 2013)
- Francisco Arce (marzo 2013-agosto 2014)
- Leonardo Astrada (agosto 2014-marzo 2015)
- Roberto Torres (marzo 2015-noviembre 2015)
- Gustavo Florentín (noviembre-diciembre 2015)
- César Farías (enero-abril 2016)
- Gustavo Morínigo (abril – julio 2016)
- Gustavo Florentín (julio 2016-marzo 2017)
- Gustavo Matosas (marzo 2017-junio 2017)
- Leonel Álvarez (julio 2017-febrero 2018)
- Luis Zubeldía (5 de febrero de 2018-22 de agosto de 2018)
- Fernando Jubero (22 de agosto de 2018-31 de mayo de 2019)
- Miguel Ángel Russo (7 de junio de 2019-8 de octubre de 2019)
- Víctor Bernay (8 de octubre de 2019-20 de diciembre de 2019)
- Francisco Arce (20 de diciembre de 2019-6 de febrero de 2023)
- Facundo Sava (13 de febrero de 2023-10 de julio de 2023)
- Diego Gavilán (27 de julio de 2023-18 de septiembre de 2023)
- Víctor Bernay (19 de septiembre de 2023-10 de marzo de 2024)
- Manolo Jiménez (15 de marzo de 2024-30 de septiembre de 2024)
- Carlos de los Santos Jara Saguier (1 de octubre de 2024-11 de diciembre de 2024)
- Diego Martínez (11 de diciembre de 2024-presente)

### Entrenadores con más partidos dirigidos
| Entrenador             | PD  | PG  | PE | PP |
| ---------------------- | --- | --- | -- | -- |
| Francisco Arce         | 222 | 115 | 54 | 53 |
| Egídio Landolfi        | 154 | 72  | 52 | 30 |
| Gustavo Costas         | 117 | 67  | 26 | 24 |
| Carlos Báez Vargas     | 116 | 55  | 23 | 38 |
| Salvador Breglia       | 112 | 53  | 39 | 20 |
| Paulo César Carpegiani | 96  | 42  | 36 | 18 |
| Valdir Espinosa        | 92  | 45  | 30 | 17 |

Fuente

### Entrenadores con más títulos
| Entrenador             | Títulos | Detalles                                                                |
| ---------------------- | ------- | ----------------------------------------------------------------------- |
| Francisco Arce         | 3       | Torneo Clausura 2013 Torneo Apertura 2020 Torneo Clausura 2021          |
| Humberto Camperchiolli | 2       | Campeonato Paraguayo de Fútbol 1918 Campeonato Paraguayo de Fútbol 1919 |
| Benjamín Laterza       | 2       | Campeonato Paraguayo de Fútbol 1939 Campeonato Paraguayo de Fútbol 1950 |
| Mario Fortunato        | 2       | Campeonato Paraguayo de Fútbol 1963 Campeonato Paraguayo de Fútbol 1966 |
| Marcos Pavlovsky       | 2       | Campeonato Paraguayo de Fútbol 1970 Campeonato Paraguayo de Fútbol 1972 |
| Salvador Breglia       | 2       | Campeonato Paraguayo de Fútbol 1973 Campeonato Paraguayo de Fútbol 1977 |
| Valdir Espinosa        | 2       | Campeonato Paraguayo de Fútbol 1987 Campeonato Paraguayo de Fútbol 1992 |

Fuente

## Palmarés

### Torneos nacionales oficiales (39)
| Competición Nacional                 | Títulos | Subcampeonatos |
| ------------------------------------ | --- | --- |
| Primera División de Paraguay (34/35) | 1913, 1915, 1918, 1919, 1935, 1939, 1940, 1941, 1944, 1950, 1954, 1961, 1963, 1966, 1970, 1972, 1973, 1974, 1977, 1987, 1990, 1992, 1994, 1996, 2001, 2004, 2005, A 2009, A 2012, C 2013, A 2015, C 2017, A 2020, C 2021. | 1914, 1937, 1938, 1942, 1945, 1948, 1951, 1953, 1957, 1958, 1959, 1960, 1964, 1968, 1971, 1976, 1980, 1984, 1991, 1993, 1995, 1997, 1998, 1999, 2006, A 2010, C 2010, C 2011, C 2014, C 2015, A, 2022, C 2022, A 2023, C 2023, A 2024, A 2025. |
| Torneo República (3/1)               | 1978, 1991, 1995. | 1992. |
| Plaqueta Millington Drake (2/0)      | 1949, 1950. | - |
| Supercopa Paraguay (0/1)             | - | 2021. |

### Torneos nacionales amistosos
| Competición                                 | Títulos     |
| ------------------------------------------- | ----------- |
| Trofeo Intendencia Municipal (2)            | 1917, 1952. |
| Copa William Paats (1)                      | 1920.       |
| Copa Comisión Festejos de San Juan (1)      | 1921.       |
| Copa Beneficio Sanidad Militar (1)          | 1933.       |
| Copa Amistad (2)                            | 1935, 1954. |
| Trofeo Juan Esteban Vacca (2)               | 1941, 1942. |
| Trofeo Torres Lugo (1)                      | 1941.       |
| Copa Consejo Nacional de Cultura Física (2) | 1941, 1952. |
| Copa Serra (1)                              | 1942.       |
| Copa Clausura (2)                           | 1949, 1950. |
| Copa Pascual Morassi (1)                    | 1949.       |
| Copa Presidencia de la República (1)        | 1949.       |
| Trofeo CPDP (1)                             | 1954.       |
| Torneo de Verano (1)                        | 1988.       |
| Copa de Oro (1)                             | 1997.       |
| Copa Desafío Personal (1)                   | 2007.       |
| Copa Tigo Sports (1)                        | 2015.       |

### Torneos internacionales amistosos
| Competición                                     | Títulos           |
| ----------------------------------------------- | ----------------- |
| Copa San Miguel de Tucumán (1)                  | 1941.             |
| Copa Nuestra Señora de La Paz (1)               | 1941.             |
| Copa Almirante Brown (1)                        | 1949.             |
| Copa Patria (1)                                 | 1949.             |
| Copa Embajada de Brasil (1)                     | 1949.             |
| Copa Presidencia de la República (1)            | 1950.             |
| Copa Ministerio de Educación y Cultura (1)      | 1952.             |
| Copa Ministerio de Industria y Comercio (1)     | 1952.             |
| Copa Armada Nacional (1)                        | 1952.             |
| Copa Chevrolet (1)                              | 1952.             |
| Trofeo Ready (1)                                | 1952.             |
| Copa Oficina Comercial de Brasil (1)            | 1956.             |
| Cuadrangular Internacional de Asunción (1)      | 1964.             |
| Trofeo Ciudad de Albacete (1)                   | 1996.             |
| Trofeo Ciudad de Granada (1)                    | 1996.             |
| Copa Filigrana (1)                              | 2002.             |
| Copa Verano (1)                                 | 2005.             |
| Copa Ciudad de Santa Fe (1)                     | 2007.             |
| Copa Fundación CCP (1)                          | 2012.             |
| Copa Integración (1)                            | 2013.             |
| Copa Superclásico Paraguayo en Buenos Aires (1) | 2015.             |
| Copa La Noche Azulgrana (2):                    | 2018, 2019, 2023. |

## Rivalidades

### Clásico del fútbol paraguayo

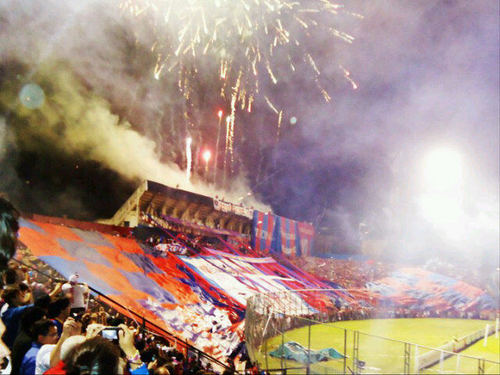
Hinchada de Cerro Porteño en la «vieja Olla»

El mayor rival de Cerro Porteño es sin dudas ante Olimpia, estos dos disputan el Clásico del fútbol paraguayo o superclásico. Estos dos son los más ganadores del fútbol paraguayo y cuentan con numerosa hinchada en todo el país.

### Clásico de Barrio Obrero
Cerro tiene una rivalidad contra Nacional llamado el Clásico de Barrio Obrero, pues ambos equipos están ubicados en el citado barrio. Sus estadios están separados a solo 200 m.

## Otras secciones
El club cuenta con un equipo de fútbol femenino, así como con conjuntos en otros deportes, en la rama masculina y/o femenina, en baloncesto, voleibol, futsal, balonmano, hockey y atletismo.

### Baloncesto
En el caso del baloncesto, su sección femenina posee un hexacampeonato, logrado entre 1962 y 1967. En la rama masculina se ha consagrado campeón en 5 ocasiones (2 títulos nacionales: 1962 y 2014). En 2012 también fue campeón del Top Profesional y de la Liga Nacional de clubes. En 2014 se coronó campeón metropolitano.

### Voleibol
Así mismo, el club cuenta con equipos de voleibol de hombres y de mujeres, siendo la rama femenina la más representativa, con un tetracampeonato entre 1972 y 1975.

### Futsal
En lo que a Futsal se refiere, en 2016, Cerro Porteño se coronó campeón de la Copa Libertadores de Futsal con triunfo de 4 a 2 frente al Jaraguá de Brasil, convirtiéndose en el primer equipo paraguayo y el primero no brasilero en adjudicarse este certamen.También fue finalista de este certamen en las ediciones 2017 y 2019.
El equipo compite en la Liga Premium de Futsal, máximo torneo profesional de clubes de futsal del Paraguay, donde ha sido campeón en todas las 9 ediciones de la misma, hasta 2024. De aquí el apodo "Los Dueños del Futsal".
Así también, se consagró campeón de la primera edición de la Copa Paraguay de Futsal FIFA en el 2018.
En la rama femenina el Club Cerro Porteño es bicampeón de la Campeonato Femenino de Futsal. Se coronó en las ediciones 2018 y 2019.